# Saint-Ouen-d’Aunis
Saint-Ouen-d’Aunis ist eine französische Gemeinde mit 2.133 Einwohnern (Stand: 1. Januar 2022), die im Département Charente-Maritime und in der Region Nouvelle-Aquitaine liegt. Sie gehört zum Arrondissement La Rochelle und zum Kanton Marans. Die Einwohner werden Audoniens genannt.

## Geografie
Saint-Ouen-d’Aunis liegt etwa zehn Kilometer nordöstlich von La Rochelle am Canal de Marans à La Rochelle. Umgeben wird Saint-Ouen-d’Aunis von den Nachbargemeinden Andilly im Norden, Longèves im Osten, Vérines im Südosten, Sainte-Soulle im Süden, Saint-Xandre im Südwesten sowie Villedoux im Westen und Nordwesten.

## Bevölkerungsentwicklung
| 1962                      | 1968 | 1975 | 1982 | 1990 | 1999 | 2006 | 2013 |
| ------------------------- | ---- | ---- | ---- | ---- | ---- | ---- | ---- |
| 283                       | 246  | 339  | 524  | 612  | 692  | 1136 | 1412 |
| Quelle: Cassini und INSEE |      |      |      |      |      |      |      |

## Sehenswürdigkeiten
Siehe auch: Liste der Monuments historiques in Saint-Ouen-d’Aunis
- Wallburg (Motte) von Le Breuil-Bertin, seit 1989 Monument historique